# Jørn West Larsen
Jørn West Larsen (Kopenhagen, 12 juni 1955) is een voormalig voetbalscheidsrechter uit Denemarken. Hij leidde wedstrijden in de hoogste afdeling van de Deense voetbalcompetitie, de Superligaen, van 1994 tot 2002. Larsen maakte zijn debuut op 17 april 1994 in de competitiewedstrijd Lyngby FC – Ikast FS (1-2).  

## Statistieken
| Seizoen   | Competitie  | Duels | Kaarten    | Kaarten                                    | Kaarten     | Pen. |
| Seizoen   | Competitie  | Duels | Kreeg geel | Kreeg voor de tweede keer geel en dus rood | Weggestuurd | Pen. |
| --------- | ----------- | ----- | ---------- | ------------------------------------------ | ----------- | ---- |
| 1993–1994 | Superligaen | 3     | 20         | 0                                          | 0           | 0    |
| 1994–1995 | Superligaen | 14    | 44         | ?                                          | 1           | 3    |
| 1995–1996 | Superligaen | 20    | 60         | ?                                          | 2           | 1    |
| 1996–1997 | Superligaen | 14    | 46         | ?                                          | 2           | 3    |
| 1997–1998 | Superligaen | 17    | 44         | ?                                          | 2           | 3    |
| 1998–1999 | Superligaen | 18    | 49         | ?                                          | 4           | 7    |
| 1999–2000 | Superligaen | 17    | 60         | ?                                          | 3           | 4    |
| 2000–2001 | Superligaen | 12    | 38         | ?                                          | 4           | 5    |
| Totaal    | Totaal      | 115   | 361        | ?                                          | 18          | 26   |

## Interlands
| Datum      | Plaats              | Wedstrijd               | Uitslag | Competitie           | Kreeg geel | Kreeg voor de tweede keer geel en dus rood | Weggestuurd |
| ---------- | ------------------- | ----------------------- | ------- | -------------------- | ---------- | ------------------------------------------ | ----------- |
| 02.06.1996 | Helsinki, Finland   | Finland – Turkije       | 1 – 2   | Vriendschappelijk    | 0          | 0                                          | 0           |
| 08.09.1999 | Aixovall, Andorra   | Andorra – Rusland       | 1 – 2   | EK 2000 kwalificatie | 2          | 0                                          | 0           |
| 07.10.2000 | Jerevan, Armenië    | Armenië – Oekraïne      | 2 – 3   | WK 2002 kwalificatie | 3          | 0                                          | 0           |
| 28.03.2001 | Zürich, Zwitserland | Zwitserland – Luxemburg | 5 – 0   | WK 2002 kwalificatie | 1          | 0                                          | 0           |